# 남진 (베트남)

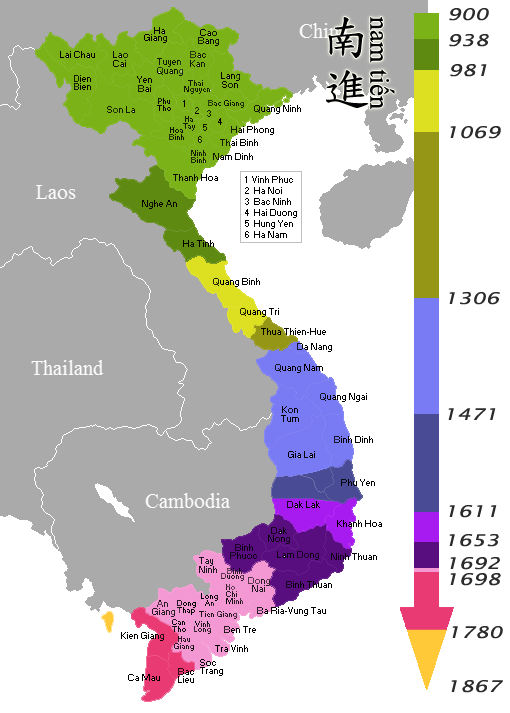
연도별 남진의 상황

남띠엔(베트남어: Nam tiến / 南進) 또는 남진은 11세기부터 18세기까지 베트남이 남쪽으로 영토를 확장한 일을 가리킨다.
현재 베트남은 인도차이나반도 동쪽 연안의 전역을 영토로 소유하고 있다. 베트남의 동쪽 통킹만, 동남쪽 남중국해, 남쪽 타이만은 모두 바다와 접하며, 북부는 중국의 윈난성, 광시 좡족 자치구와 인접하고, 서부는 안남산맥을 두고 캄보디아, 라오스와 인접하고 있다. 또한 북방에는 홍강 삼각주가 있고, 남방에는 메콩강 삼각주가 있다. 그런데 고대 베트남의 영토는 현재와 일치하지 않으며, 현재 영토는 18세기에 확립되어 온 것이다.
11세기 이후의 베트남의 각 왕조는 모두 남쪽으로 영토를 확장시켰다. 초기 베트남의 영토는 홍강 삼각주 일대에 주로 집중되어 있었는데, 곧 현재 베트남의 북쪽 지역이다. 당시 베트남은 지리적 위치상 북쪽에 중국이, 서쪽에 산맥이, 동쪽에 바다가 있었으므로 남쪽은 영토를 확장시킬 가장 좋은 방향이 되었다. 남진(南進)이란 명칭도 남쪽으로 확장했다는 의미에서 얻게 된 것이다. 베트남의 역대 남진 정책은 모두 700년에 걸쳐 진행되었고, 남진이 완성된 뒤의 베트남의 영토는 최초로 중국으로부터 독립했을 때에 비해 3배나 되었다. 18세기 이후 베트남의 영토는 기본적으로 변함이 없다.

## 같이 보기
- 참파
- 크메르 제국
- 통킹
- 베트남-캄보디아 전쟁
- 동방식민운동
- 틈관동